# آدم بارتليت
آدم بارتليت (27 فبراير 1986 بنيوكاسل أبون تاين في المملكة المتحدة - ) (بالإنجليزية: Adam Bartlett) هو لاعب كرة قدم بريطاني في مركز حراسة المرمى. لعب مع كامبريدج يونايتد ونادي هارتلبول يونايتد ونادي يورك سيتي ونادي بليث سبارتانز ونادي غيتزهد ونادي هيرفورد ونادي كيدرمينستر هاريرز لكرة القدم ودارلينجتون إف سى.

## وصلات خارجية
- آدم بارتليت على موقع قاعدة بيانات كرة القدم.إي يو (الإنجليزية)
- آدم بارتليت على موقع Soccerbase.com (لاعب) (الإنجليزية)
- آدم بارتليت على موقع Soccerway.com (الإنجليزية)